# Quesnel River
Der Quesnel River ist einer der größeren Nebenflüsse des Fraser River im Cariboo Regional District von Zentral-British Columbia.

## Flusslauf
Der Quesnel River verlässt den See Quesnel Lake bei dem Ort Likely und fließt etwa 100 km in nordwestlicher Richtung bis zu seiner Mündung in den Fraser bei der Stadt Quesnel. Die Gesamtlänge des Quesnel River gemessen vom hinteren Ende des Quesnel Lake beträgt 203 km. Der Zufluss Mitchell River mündet in den nordöstlichen Arm des Quesnel Lake.

## Hydrologie
Der Quesnel River entwässert ein Areal von 12.000 km². Der mittlere Abfluss 38 km oberhalb der Mündung beträgt 239 m³/s. Zwischen Mai und August führt der Fluss die größten Wassermengen.

## Geschichte
Etwas unterhalb des Ausflusses aus dem Quesnel Lake, am Zusammenfluss mit dem Cariboo River, liegt die historisch bedeutende Geisterstadt Quesnel Forks, aka "the Forks".
Zahlreiche Routen zu den Goldminen des Cariboo-Goldrausch lagen nördlich von Quesnel Forks im Einzugsgebiet des Cottonwood River.
Der Fluss wurde nach Jules-Maurice Quesnel, der gemeinsam mit Simon Fraser in den frühen Jahren des 19. Jahrhunderts die Gegend erkundete, benannt.